# Mária Jasenčáková
Mária Jasenčáková (Spišská Sobota, 21 ottobre 1957) è un'ex slittinista slovacca e precedentemente cecoslovacca.

## Biografia
Inizialmente gareggiò per la nazionale cecoslovacca, ma dopo la "rivoluzione di velluto" e il conseguente scioglimento della Cecoslovacchia (1993), difese i colori della nazionale slovacca.
Esordì in Coppa del Mondo nella stagione inaugurale del 1977/78, conquistò il primo podio il 18 gennaio 1981 nel singolo a Valdaora (3ª) e la prima vittoria il 16 gennaio 1983 sempre nel singolo ad Imst. In classifica generale, come miglior risultato, si piazzò al quinto posto nella specialità del singolo nel 1979/80.
Partecipò a cinque edizioni dei Giochi olimpici invernali, tutte nelle specialità del singolo: l'esordio avvenne a Lake Placid 1980 dove si classificò al nono posto, a Sarajevo 1984 giunse dodicesima, mentre per alcuni guai fisici la federazione cecoslovacca decise di non portarla a Calgary 1988; si ripresentò ad Albertville 1992 cogliendo la ventesima piazza in quella che avrebbe dovuto essere la sua ultima Olimpiade, ma la possibilità di rappresentare la nuova nazione slovacca le diede lo stimolo per continuare e due anni più tardi partecipò a Lillehammer 1994 dove arrivò quindicesima; l'occasione di essere la prima slovacca a gareggiare a cinque edizioni dei Giochi la spinse a competere fino a Nagano 1998, in quella che fu la sua ultima gara a livello internazionale, che chiuse nuovamente in quindicesima posizione.
Ai campionati mondiali, quale migliore risultato, fu sesta ad Hammarstrand 1981 nel singolo, mentre nelle rassegne continentali giunse quarta nell'edizione di Valdaora 1984 ancora nel singolo.
Dopo il ritiro dalle competizioni è entrata a far parte dei quadri federali della Slovenský Zväz Sánkarov quale segretario generale ed è membro del Comitato Olimpico Slovacco. Dal 2006 inoltre è diventata membro della Federazione Internazionale Slittino.

## Palmarès

### Coppa del Mondo
- Miglior piazzamento in classifica generale nel singolo: 5ª nel 1979/80.
- 5 podi (tutti nel singolo):
  - 2 vittorie;
  - 2 secondi posti;
  - 1 terzo posto.

#### Coppa del Mondo - vittorie
| Data            | Luogo | Paese   | Disciplina |
| --------------- | ----- | ------- | ---------- |
| 16 gennaio 1983 | Imst  | Austria | Singolo    |
| 15 gennaio 1984 | Imst  | Austria | Singolo    |